# Ida Njåtun

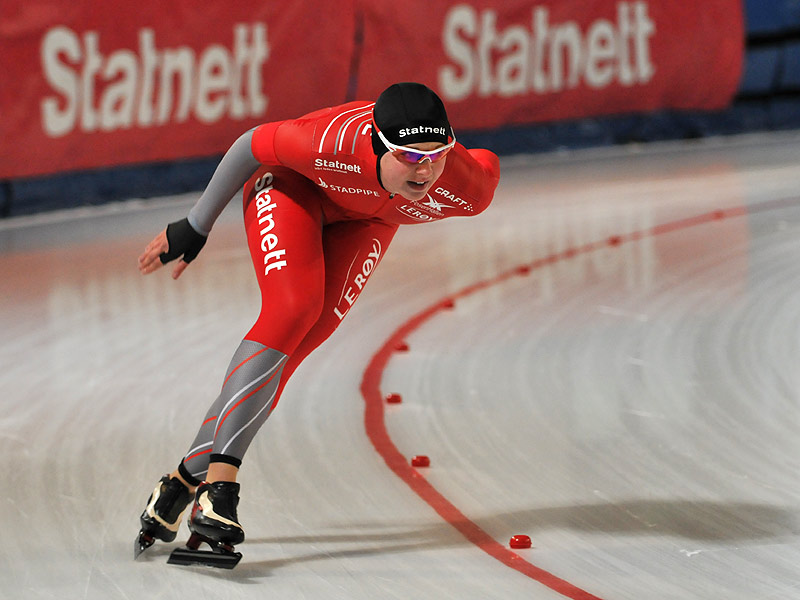
Ida Njåtun 2011

Ida Njåtun, född 6 februari 1991, är en norsk tidigare skridskoåkare. Hon har vunnit fem norska mästerskap, 2010 och 2011. Hon kom tvåa på 1 500 meter vid en världscuptävling i Berlin 2010.
Njåtun avslutade karriären våren 2021 och blev expertkommentator på Viaplay.

## Personliga rekord
Uppdaterad 13 januari 2014
| Distans | Tid     | Datum       | År   | Plats                             |
| ------- | ------- | ----------- | ---- | --------------------------------- |
| 500 m   | 39,01   | 7 mars      | 2015 | Olympic Oval, Calgary             |
| 1000 m  | 1.15,07 | 28 februari | 2015 | Olympic Oval, Calgary             |
| 1500 m  | 1.52,71 | 8 mars      | 2015 | Olympic Oval, Calgary             |
| 3000 m  | 4.01,47 | 15 november | 2013 | Utah Olympic Oval, Salt Lake City |
| 5000 m  | 7.04,00 | 8 mars      | 2015 | Olympic Oval, Calgary             |